# Case Mountain
Case Mountain Recreational Area ist ein Naherholungsgebiet im Südosten der Gemarkung von Manchester, Connecticut mit einer Fläche von 640 acre (2,6 km²) von Wald, offenem Land und Wassereinzugsgebieten. Das Gebiet erstreckt sich im Südosten des Stadtgebietes von Manchester vom Case Pond zusammen mit städtischem Wald und dem Edmund Gorman Open Space bis zur Grenze von Glastonbury. Einige Wanderwege führen südlich nach Glastonbury durch das große städtische Wasserschutzgebiet mit dem Buckingham Reservoir, wo die Trinkwasserversorgung von Manchester angesiedelt ist. Das Land rund um das Reservoir ist ebenfalls für Freizeitgestaltung zugänglich. Der Name des Case Mountain wird oft synonym für das ganze Gebiet mit seinen Wanderwegen verwendet, obwohl er nur einen kleinen Teil des Gebiets ausmacht.

## Geschichte
Die Case-Familie waren prominente Industrielle in Manchester, die eine Papiermühle und eine Wasserabfüllanlage betrieben. 1861 eröffneten Alfred Wells Case und sein Zwillingsbruder Albert Willard Case die Case Brothers Inc. Paper Mill in Highland Park, wo sie Baumwollfasern (washed cotton) für die Union Army während des Sezessionskrieges herstellten. Gegen Ende des Krieges begannen die Case Brothers sich auf Papierherstellung zu spezialisieren und wurden bald führend in der Herstellung von „Pressboard“, einem festen Papierprodukt das als Album-Material, Schuh-Material und Binder-Pappe Verwendung findet. Sie waren echte „Connecticut Yankees“, die ein effizientes, innovatives, hochtechnologisches Gewerbe betrieben und die Firma blühte auf, als auch in Neuengland die Papierindustrie ihren Höhepunkt erreichte. 1878 gewann die Firma den ersten Preis für ihre Pressed Paper bei der Weltausstellung in Paris gegen zahlreiche europäische Mitbewerber und erneut bei der Melbourne International Exhibition (1880). Case Brothers Inc. blieb ein Familienbetrieb und erfolgreich bis in die 1960er, als die Firma von der Boise Cascade Corporation.
Die Case-Familie besaß ein großes Anwesen im südöstlichen Manchester. Dieses Gebiet ist heute das Case Mountain Recreational Area. Die Familie hatte eine Steinebrücke über das Westende des Case Pond, viele Steinmauern, eine Chestnut Log Cabin (Kastanien-Blockhütte) und einen Kutschpfad von der Spring Street zum Gipfel des Lookout Mountain und wieder hinunter zu Case Pond.

## Wanderwege
Case Mountain verfügt über ein weites Wanderwegenetz, die von der Manchester Conservation Commission und der Connecticut Forest and Park Association unterhalten werden. Das Gelände ist sehr felsig und hügelig und bietet auch anspruchsvolle Wandermöglichkeiten.
Der Kutschpfad (carriage path), ein breiter bequemer Kiesweg mit weißen Markierungen, führt vom Parkplatz zum Gipfel des Lookout Mountain (744 ft; 226 m) und im Bogen zum Case Pond. Lookout Mountain wird dabei oft für Case Mountain (735 ft; 224 m) gehalten. Der Gipfel des Lookout Mountain ist bestückt mit Bänken und einem Kiosk. Von dort hat man einen großartigen Blick auf Downtown Manchester, Downtown Hartford und die Hügel im West.
Der Shenipsit Trail, einer der Blue-Blazed Trails verläuft ebenfalls von Nord nach Süd durch das Gebiet. Dabei verläuft er von East Hampton nach Somers über 64 km, von denen 7 km auf dem Gebiet von Case Mountain verlaufen.

### Mountainbiking
Mountainbike fahren ist ein beliebter Sport in Case Mountain, das Gebiet hat eine Auszeichnung als „Best Ride“ in Connecticut erhalten. Beliebt ist unter anderem der „Metavomit“-Trail.

## Geologie und Ökologie
Die Bewaldung des Case Mountain besteht hauptsächlich aus Sekundärwald. Der Boden ist durchsetzt mit Felsblöcken und Blockfeldern von den Gletschern der letzten Eiszeit. Entlang des Shenipsit Trail gibt es auch Bestände von Kastanien-Eiche. Im Glastonbury-Gebiet um das Buckingham Reservoir gibt es große Bestände von Weymouth-Kiefern. Der Roaring Brook verläuft durch das Gebiet und bildet Sumpfgebiete oberhalb des Reservoirs. Ansonsten ist er ein breiter, schnell fließender Strom. Mehrere Schmelzwasserteiche finden sich rund um Lookout und Case Mountains. Diese Pools entstehen mit der Schneeschmelze und bieten Lebensraum für Frösche, Kröten, Salamander, Kiemenfüßer und fingernail clams (Kugelmuscheln). Im Sommer bilden sie nur noch Lichtungen im Wald. Neben Schwarzbären finden sich auch alle anderen typischen Tiere des südlichen Neuengland.